# Rhamphorhynchidae
De Rhamphorhynchidae zijn een deelgroep (familie) van uitgestorven pterosauriërs.
In 1870 benoemde Harry Govier Seeley een familie Rhamphorhynchidae om Rhamphorhynchus die tijdens het Jura in Europa leefde, een plaats te geven. Daarna werden veel soorten aan de familie toegewezen, die eigenlijk niet nauw verwant waren. Volgens analyses van Alexander Kellner zijn de traditionele Rhamphorhynchidae hierdoor sterk parafyletisch geworden: allerlei afstammelingen vielen erbuiten.
In 2003 gaf de Britse paleontoloog David Unwin een exacte definitie als klade, monofyletische afstammingsgroep: de groep bestaande uit de laatste gemeenschappelijke voorouder van Sordes pilosus en Rhamphorhynchus muensteri en al zijn afstammelingen. Volgens Unwin bestaan de Rhamphorhynchidae uit de Rhamphorhynchinae en de Scaphognathinae en zijn ze de zustergroep van de Pterodactyloidea binnen de Breviquartossa.
De meeste soorten uit de Rhamphorhynchidae zijn gevonden in Duitsland, vooral in de Solnhofener kalksteen. Verder zijn fossielen gevonden in Italië, Engeland, Portugal, India, China, Kazachstan en Tanzania. De bekende geslachten komen uit het Jura en het Vroeg-Krijt. De groep heeft zich echter vermoedelijk al afgesplitst in het Trias. Wellicht dat ze al in het Vroeg-Krijt is uitgestorven. De soort Sordes pilosus was de eerste pterosauriër waarvan een fossiel gevonden werd dat ondubbelzinnig een beharing toonde.

## Geslachten
De volgende geslachten worden ook nu nog als mogelijke rhamphorhynchiden gezien:
Rhamphorhynchinae:
- Angustinaripterus
- Dorygnathus
- Nesodactylus
- Rhamphorhynchus

Scaphognathinae:
- Cacibupteryx
- Harpactognathus
- Pterorhynchus
- Scaphognathus
- Sordes